# American Chemical Society Award in Inorganic Chemistry
Der American Chemical Society Award in Inorganic Chemistry ist seit 1962 jährlich von der American Chemical Society (ACS) für Forschungen in Anorganischer Chemie vergebener Preis.
Er ist mit 5000 Dollar dotiert.
Der Preis wird für herausragende Forschung zur Anorganischen Chemie (Präparation, Eigenschaften, Reaktionen, Struktur anorganischer Substanzen) vergeben, die Originalität und Unabhängigkeit verrät. Sie wird unabhängig von Alter, Geschlecht, Nationalität, Ausbildung vergeben. Zuerst wurde der Preis von Texas Instruments gesponsert, 1976 bis 1997 von Monsanto, später von der Aldrich Chemical Company und zuletzt (Stand 2024) von MilliporeSigma.

## Preisträger
- 1962 F. Albert Cotton
- 1963 Daryle H. Busch
- 1964 Fred Basolo
- 1965 Earl L. Muetterties
- 1966 Geoffrey Wilkinson
- 1967 John L. Margrave
- 1968 Jack Halpern
- 1969 Russell S. Drago
- 1970 Neil Bartlett
- 1971 Jack Lewis
- 1972 Theodore L. Brown
- 1973 M. Frederick Hawthorne
- 1974 Lawrence F. Dahl
- 1975 James P. Collman
- 1976 Richard H. Holm
- 1977 nicht vergeben
- 1978 Harry B. Gray
- 1979 James A. Ibers
- 1980 Alan M. Sargeson
- 1981 Henry Taube
- 1982 Roald Hoffmann
- 1983 George W. Parshall
- 1984 Malcolm L. H. Green
- 1985 F. Gordon A. Stone
- 1986 John D. Corbett
- 1987 Stephen J. Lippard
- 1988 Mark S. Wrighton
- 1989 Malcolm H. Chisholm
- 1990 Thomas J. Meyer
- 1991 R. Bruce King
- 1992 Walter G. Klemperer
- 1993 Gregory J. Kubas
- 1994 Tobin J. Marks
- 1995 Guido Pez
- 1996 Richard R. Schrock
- 1997 James L. Dye
- 1998 Brice Bosnich
- 1999 Richard D. Adams
- 2000 Edward I. Stiefel
- 2001 Edward I. Solomon
- 2002 Thomas B. Rauchfuss
- 2003 Karl O. Christe
- 2004 Herbert W. Roesky
- 2005 William J. Evans
- 2006 Karl E. Wieghardt
- 2007 Sheldon G. Shore
- 2008 Kenneth N. Raymond
- 2009 Daniel G. Nocera
- 2010 Donald J. Darensbourg
- 2011 Robert J. Cava
- 2012 Clifford P. Kubiak
- 2013 Daniel L. DuBois
- 2014 Guy Bertrand
- 2015 John T. Groves
- 2016 Mercouri G. Kanatzidis
- 2017 Lawrence Que
- 2018 James Moers Mayer
- 2019 George Christou
- 2020 Catherine J. Murphy
- 2021 Kristin Bowman-James
- 2022 Susan M. Kauzlarich
- 2023 Jerry L. Atwood
- 2024 Frank Neese
- 2025 Mas Subramanian[1]
- 2026 Jonas C. Peters[2]